# Cletopyllus secundus
Cletopyllus secundus är en kräftdjursart som beskrevs av Nicholls 1945. Cletopyllus secundus ingår i släktet Cletopyllus och familjen Laophontidae. Inga underarter finns listade i Catalogue of Life.